# Panell fotovoltaic
|  | No s'ha de confondre amb Panell solar. |

Els panells solars fotovoltaics, mòduls fotovoltaics o col·lectors solars fotovoltaics (anomenats de vegades panells solars, encara que aquesta denominació inclou altres dispositius), estan formats per un conjunt de cel·les fotovoltaiques que produeixen electricitat a partir de la llum que incideix sobre ells (energia solar). El paràmetre estandarditzat per poder classificar la seva potència s'anomena potència pic, i es correspon amb la potència màxima que el mòdul pot lliurar sota unes condicions estandarditzades, que són una radiació de 1000 W/m² i una temperatura de cel·la de 25 °C (és a dir, una temperatura ambient d'uns 5 °C). A temperatures ambientals superiors a 5 °C el rendiment dels panells disminueix. Per exemple, als Països Catalans el rendiment és un 10% inferior a causa de les condicions climàtiques.

## Tipus de panells fotovoltaics

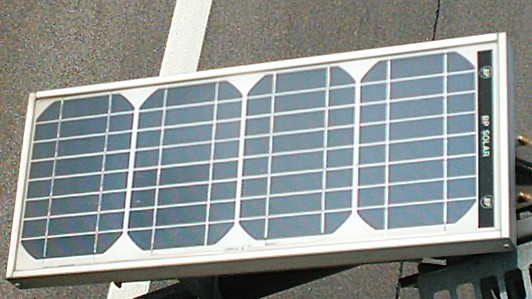
Panells solars.

- Cel·les TFS: com les usades a les calculadores. Són flexibles i es poden adaptar a formes diverses, com per exemple maons semicilíndrics.
- Cel·les cristal·lines 
  - Monocristal·lines: es componen de seccions d'un únic cristall de silici (forma circular o octogonal, on els 4 costats curts, si s'observa, s'aprecia que són corbs, pel fet que és una cel·la circular retallada).
  - Policristal·lines: estan formades per petites partícules cristall. No tenen aparença uniforme pel que fa al color, es veuen una mena d'aigües. Tampoc presenten espais buits. Són més econòmiques que les monocristal·lines però també menys eficients.
- De concentració (panell termo-fotovoltaic): permeten estalviar superfície i produeix aigua calenta a part d'electricitat. És més car que els panells plans.
- Placa bifacial: de material NPN (negatiu-positiu-negatiu). Panell pla que capta llum solar per les seves dues cares, amb l'ajuda d'un mirall que reflecteix els rajos solars per tal que arribin a la cara del panell no encarada al sol. És dels menys habituals.
- Placa semitransparent o modulable: es fa servir en instal·lacions agrivoltaiques per tal procurar al cultiu la llum que fa menester per la fotosíntesi, segons la fase de creixement de les espècies conreades.[1][2]
- Amòrfones: de PVC, adopten la forma de l'objecte sobre el qual es disposen. Es fan servir a cobertes molt grans que de tota manera s'han de cobrir, substituint una tela asfàltica. El seu rendiment és molt baix, del voltant del 6%, però surten a compte perquè el seu preu és molt econòmic. Existeixen igualment pintures amb efecte fotovoltaic.

L'efectivitat és major com més grans són els vidres, però també el pes, gruix i cost. El rendiment de les primeres pot arribar al 20% mentre que el de les últimes pot no arribar al 10%, però el seu cost i pes és molt inferior. La placa fotovoltaica està dissenyada per suportar les condicions que es donen a l'aire lliure i poder formar part de la “pell” de l'edifici. La seva vida útil es considera de vint-i-cinc anys.
Les cel·les s'encapsulen en una resina, i es col·loquen entre dues làmines per formar els mòduls. La làmina exterior és de vidre i la posterior pot ser de plàstic opac o de vidre, si es vol fer un mòdul semitransparent.
A l'hemisferi nord, cal orientar les plaques, en direcció sud i amb una inclinació determinada. La més apropiada en cada emplaçament depèn de la latitud i de l'època de l'any. Un estudi de radiació solar per a cada emplaçament pot determinar l'inclinació més eficient. A Catalunya, l'Atles de Radiació Solar facilita aquest treball. D'altra banda la inclinació dels mòduls variarà en funció de les necessitats energètiques previstes i del període d'utilització, per tal de fer un balanç estacional (hivern, estiu) o anual.

## Història

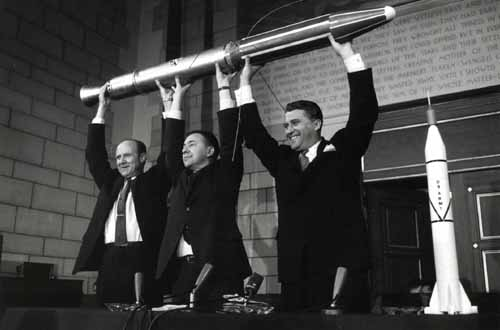
James Van Allen (al centre) amb una rèplica del propulsor que va llançar l'Explorer 1 l'any 1958.

El terme fotovoltaic prové del grec φώς: phos, que significa "llum" i voltaic, que prové del camp de l'electricitat, en honor del físic italià Alessandro Volta, (que també proporciona el terme volt a la unitat de mesura de la diferència de potencial en el Sistema Internacional de mesures). El terme fotovoltaic es va començar a utilitzar a Anglaterra des de l'any 1849.
L'efecte fotovoltaic va ser reconegut per primera vegada el 1839 pel físic francès Antoine Henri Becquerel, però la primera cel·la solar no es va construir fins a 1883. El seu autor va ser Charles Fritts, qui va recobrir una mostra de seleni semiconductor amb un pa d'or per formar l'entroncament. Aquest primitiu dispositiu presentava una eficiència de només un 1%. Russell Ohl va patentar la cel·la solar moderna l'any 1946, tot i que Sven Ason Berglund ja l'havia patentat, amb anterioritat, un mètode que tractava d'incrementar la capacitat de les cel·les fotosensibles.
L'era moderna de la tecnologia de potència solar no va arribar fins a l'any 1954 quan els Laboratoris Bell, van descobrir, de manera accidental, que els semiconductors de silici dopat amb certes impureses, eren molt sensibles a la llum.
Aquests avenços van contribuir a la fabricació de la primera cel·la solar comercial amb una conversió de l'energia solar d'aproximadament el 6%. L'URSS va llançar el seu primer satèl·lit espacial l'any 1957, i els EUA un any després. En el disseny d'aquest es van usar cel·les solars creades per Peter Illes en un esforç encapçalat per la companyia Hoffman Electronics.
La primera nau espacial que va usar panells solars va ser el satèl·lit nord-americà Vanguard 1, llançat el març de 1958. Aquesta fita va generar un gran interès en la producció i llançament de satèl·lits geoestacionaris per al desenvolupament de les comunicacions, en els quals l'energia provindria d'un dispositiu de captació de la llum solar. Va ser un desenvolupament crucial que va estimular la investigació per part d'alguns governs i que va impulsar la millora dels panells solars.
El 1970 la primera cel·la solar amb heteroestructura d'arsenur de gal·li (GaAs) i altament eficient es va desenvolupar en l'extinta URSS per Zhora Alferov i el seu equip d'investigació.
La producció d'equips de deposició química de metalls per vapors orgànics o MOCVD (de l'anglès Metall Organic Chemical Vapor Deposition), no es va desenvolupar fins als anys 80 del segle passat, limitant la capacitat de les companyies en la manufactura de cel·les solars d'arsenur de gali. La primera companyia que manufacturar panells solars en quantitats industrials, a partir d'unions simples de GaAs, amb una eficiència de AM0 (Air Mass Zero) del 17% va ser la nord-americana ASEC (de l'anglès Applied Solar Energy Corporation). La connexió dual de la cel es va produir en quantitats industrials per ASEC el 1989, de manera accidental, com a conseqüència d'un canvi del GaAs sobre els substrats de GaAs a GaAs sobre substrats de germani.
El dopatge accidental de germani (Ge) amb GaAs com a capa amortidora va crear circuits de voltatge oberts, demostrant el potencial de l'ús dels substrats de germani com altres cel. Una cel d'unions simples de GaAs va arribar al 19% d'eficiència AM0 el 1993. ASEC desenvolupar la primera cel de doble unió per les naus espacials usades en els EUA, amb una eficiència d'un 20% aproximadament.
Aquestes cel no usen el germani com a segona cel, però usen una cel obtinguda a partir de GaAs amb diferents tipus de dopatge. De manera excepcional, les cel·les de doble unió de GaAs poden arribar a produir eficiències AM0 de l'ordre del 22%. Les unions triples comencen amb eficiències de l'ordre del 24% el 2000, 26% el 2002, 28% el 2005, i han arribat, de manera corrent al 30% el 2007. El 2007, dues companyies nord-americanes Emcore Photovoltaics i Spectrolab, produeixen el 95% de les cel·les solars del 28% d'eficiència.

## Diferents generacions de cel·les fotovoltaiques
En una mostra de metall, els electrons exteriors dels seus àtoms, anomenats electrons de valència es poden moure lliurement. Es diu que estan deslocalitzats en regions de l'espai que ocupen tota la xarxa cristal·lina, com si es tractés d'una malla. En termes energètics això vol dir que els electrons de l'última capa de l'àtom ocupen nivells d'energia alts que els permet escapar de l'enllaç que els uneix al seu àtom.
El conjunt d'aquests nivells, molt propers els uns dels altres, formen part de l'anomenada banda de conducció (en endavant BC). Aquesta banda està formada, a més, per nivells d'energia buits i és, precisament, l'existència d'aquests nivells buits la que permet que els electrons puguin saltar a ells quan se'ls posa en moviment, en aplicar un camp elèctric. Precisament aquesta circumstància permet que els metalls siguin conductors de l'electricitat.
Els altres electrons de l'àtom, amb energies menors, formen la banda de valència (BV). La distància entre les dues bandes, en termes d'energia, és nul. Ambdues bandes se superposen de manera que els electrons de la BV amb més energia es troben, també, en la BC.
A les substàncies aïllants, la BC està completament buida perquè tots els electrons, inclosos els de l'última capa estan lligats a l'àtom, tenen una energia més baixa i, per tant, es troben a la banda de valència, ia més la distància entre les bandes (s'anomena a aquesta distància energètica banda prohibida, o gap) és bastant gran, de manera que els és molt difícil saltar a la BC. Com la BV és plena, els electrons no poden moure's i no pot haver corrent elèctric en aplicar un voltatge entre els extrems de l'aïllant.
En els semiconductors, les bandes de valència i conducció presenten una situació intermèdia entre la qual es dona en un conductor i la que és normal en un aïllant. La BC té molt pocs electrons. Això és degut al fet que la separació que hi ha entre la BV i la BC no és nul, però si petita. Així s'explica que els semiconductors augmenten la seva conductivitat amb la temperatura, ja que l'energia tèrmica subministrada és suficient perquè els electrons puguin saltar a la banda de conducció, mentre que els conductors la disminueixen, ja que les vibracions dels àtoms augmenten i dificulten la mobilitat dels electrons.
El més interessant dels semiconductors és que la seva petita conductivitat elèctrica és deguda, tant a la presència d'electrons a la BC, com que la BV no està totalment plena.

### Quatre generacions de cel·les fotovoltaiques

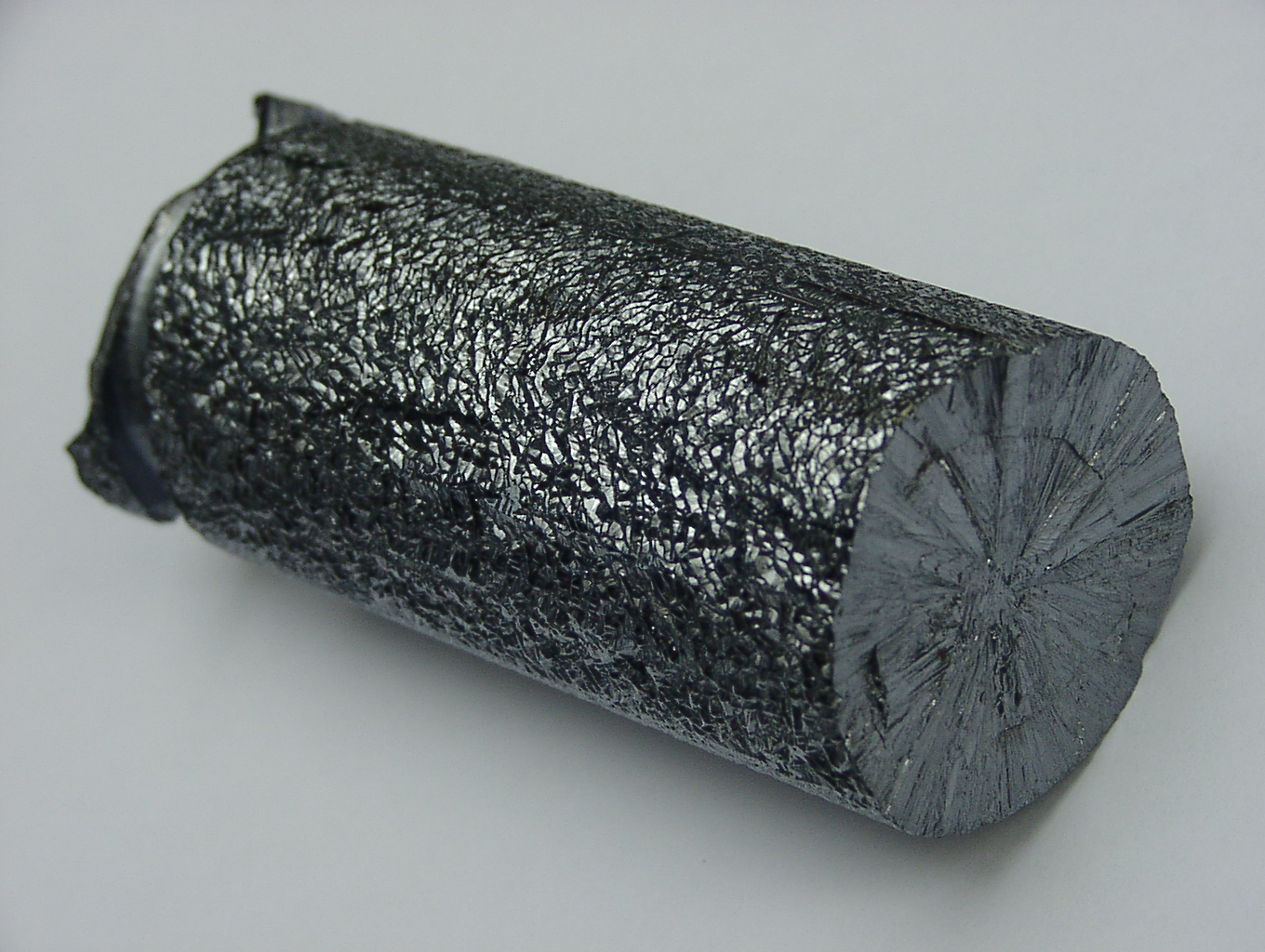
Barra de silici policristal·lí.

La primera generació de cel·les fotovoltaiques consistien en una gran superfície de vidre simple. Una simple capa amb unió díode pn, capaç de generar energia elèctrica a partir de fonts de llum amb longituds d'ona similars a les que arriben a la superfície de la Terra provinents del Sol. Aquestes cel·les estan fabricades, usualment, usant un procés de difusió amb oblies de silici. Aquesta primera generació (coneguda també com a cel·les solars basades en oblia) són, actualment, (2007) la tecnologia dominant en la producció comercial i constitueixen, aproximadament, el 86% del mercat de cel·les solars terrestres.
La segona generació de materials fotovoltaics es basen en l'ús de dipòsits epitaxials molt prims de semiconductors sobre hòsties amb concentradors. Hi ha dos tipus de cel·les fotovoltaiques epitaxials: les espacials i les terrestres. Les cel·les espacials, usualment, tenen eficiències AM0 (Air Mass Zero) més altes (28-30%), però tenen un cost per watt més alt. En les terrestres la pel·lícula prima s'ha desenvolupat usant processos de baix cost, però tenen una eficiència AM0 (7-9%), més baixa, i, per raons evidents, es qüestionen per a aplicacions espacials.
Les prediccions abans de l'arribada de la tecnologia de pel·lícula prima apuntaven a una considerable reducció de costos per cel·les solars de pel·lícula prima. Reducció que ja s'ha produït. Actualment (2007) hi ha un gran nombre de tecnologies de materials semiconductors sota investigació per a la producció en massa. Es poden esmentar, entre aquests materials, el silici amorf, silici policristal·lí, silici microcristal·lí, tel·lurur de cadmi i sulfurs i selenurs d'indi. Teòricament, un avantatge de la tecnologia de pel·lícula prima és la seva massa reduïda, molt apropiada per panells sobre materials molt lleugers o flexibles. Fins i tot materials d'origen tèxtil.
L'arribada de pel·lícules primes de gal·li i arsènic per a aplicacions espacials (anomenades cel·les primes) amb potencials d'eficiència AM0 per sobre del 37% estan, actualment, en estat de desenvolupament per a aplicacions d'elevada potència específica. La segona generació de cel·les solars constitueix un petit segment del mercat fotovoltaic terrestre, i aproximadament el 90% del mercat espacial.
La tercera generació de cel·les fotovoltaiques que s'estan proposant en l'actualitat (2007) són molt diferents dels dispositius semiconductors de les generacions anteriors, ja que realment no presenten la tradicional unió pn per separar els portadors de càrrega fotogenerats. Per a aplicacions espacials, s'estan estudiant dispositius de buits quàntics (punts quàntics, cordes quàntiques, etc.) I dispositius que incorporen nanotub és de carboni, amb un potencial de més del 45% d'eficiència AM0. Per a aplicacions terrestres, es troben en fase d'investigació dispositius que inclouen cel·les foto-electroquímiques, cel·les solars de polímers, cel·les solars de nanocristalls i cel·les solars de tintes sensibilitzades.
Una hipotètica quarta generació de cel·les solars consistiria en una tecnologia fotovoltaica composta en què es barregen, conjuntament, nanopartícules amb polímers per a fabricar una capa simple multiespectral. Posteriorment, diverses capes primes multiespectrals es podrien apilar per fabricar les cel·les solars multiespectrals definitives. Cel·les que són més eficients, i barates. Basades en aquesta idea, i la tecnologia multiunió, s'han usat en les missions de Mart que ha dut a terme la NASA. La primera capa és la que converteix els diferents tipus de llum, la segona és per a la conversió d'energia i l'última és una capa per a l'espectre infraroig. D'aquesta manera es converteix una mica del calor a energia aprofitable. El resultat és una excel·lent cel·la solar composta. La investigació de base per a aquesta generació s'està supervisant i dirigint per part de la DARPA (de l'anglès Defense Advanced Research Projects Agency) per determinar si aquesta tecnologia és viable o no. Entre les companyies que treballen en aquest quarta generació es troben Xsunx, Konarka Technologies, Inc, Nanosolar, Dyesol i Nanosys.

## Principi de funcionament

### Principis teòrics de funcionament. Explicació simplificada
1. Alguns dels fotons, que provenen de la radiació solar, impacten sobre la primera superfície del panell, penetrant en aquest i sent absorbits per materials semiconductors, com ara el silici o l'arsenur de gal·li.
2. Els electrons, subpartícules atòmiques que formen part de l'exterior dels àtoms, i que s'allotgen en orbitals d'energia quantificada, són colpejats pels fotons (interaccionen) alliberant dels àtoms als que estaven originalment confinats.

Això els permet, posteriorment, circular a través del material i produir electricitat. Les càrregues positives complementàries que es creen en els àtoms que perden els electrons, (semblants a bombolles de càrrega positiva) s'anomenen buits i flueixen en el sentit oposat al dels electrons, al panell solar.
S'ha de comentar que, així com el flux d'electrons correspon a càrregues reals, és a dir, càrregues que estan associades a desplaçament real de massa, els buits, en realitat, són càrregues que es poden considerar virtuals, ja que no impliquen desplaçament de massa real.
Un conjunt de panells solars transformen l'energia solar (energia en forma de radiació i que depèn de la freqüència dels fotons) en una determinada quantitat de corrent continu, també anomenada DC (acrònim de l'anglès Direct Current i que correspon a un tipus de corrent elèctric que es descriu com un moviment de càrregues en una direcció i un sol sentit, a través d'un circuit. Els electrons es mouen dels potencials més baixos als més alts).
Opcionalment: 
1. El corrent continu es porta a un circuit electrònic convertidor que transforma el corrent continu en corrent altern, (AC) (tipus de corrent disponible en el subministrament elèctric de qualsevol llar) de 120 o 240 volts.
2. La potència d'AC entra al panell elèctric de la casa.
3. L'electricitat generada es distribueix, gairebé sempre, a la línia de distribució dels dispositius d'il·luminació de la casa, ja que aquests no consumeixen excessiva energia, i són els adequats perquè funcionin correctament amb el corrent generat pel panell.
4. L'electricitat que no s'usa es pot redirigir i usar en altres instal·lacions.

### Fotogeneració de portadors de càrrega
Quan un fotó arriba a una peça de silici, poden ocórrer tres esdeveniments: 
1. El fotó pot passar a través del material de silici sense produir cap efecte, això passa, generalment per fotons de baixa energia.
2. Els fotons poden ser reflectits en arribar a la superfície del panell, i són expulsats d'aquest.
3. El fotó és absorbit pel silici, en aquest cas pot passar:
4. Generar calor
5. Produir parells d'electrons-buits, si l'energia del fotó incident és més alta que la mínima necessària perquè els electrons alliberats arribin a la banda conducció.

Noti's que si un fotó té un nombre enter de vegades el salt d'energia perquè l'electró arribi a la banda de conducció, podria crear més d'un únic parell electró-forat. Tanmateix, aquest efecte no és significatiu, de manera usual, en les cel·les solars. Aquest fenomen, de múltiples sencers, és explicable mitjançant la mecànica quàntica i la quantificació de l'energia.
Quan es absorbeix un fotó, l'energia d'aquest es comunica a un electró de la xarxa cristal·lina. Usualment, aquest electró està en la banda de valència, i està fortament vinculat en enllaços covalents que es formen entre els àtoms confrontants. El conjunt total dels enllaços covalents que formen la xarxa cristal·lina dona lloc al que es diu la banda de valència. Els electrons que pertanyen a aquesta banda són incapaços de moure's més enllà dels confins de la banda, tret que se'ls proporcioni energia, ia més energia determinada. L'energia que el fotó li proporciona és capaç d'excitar i promocionar a la banda de conducció, que està buida i on pot moure's amb relativa llibertat, usant aquesta banda, per desplaçar-se, a través de l'interior del semiconductor.
L'enllaç covalent del qual formava part l'electró, té ara un electró menys. Això es coneix com a buit. La presència d'un enllaç covalent perdut permet als electrons veïns moure's cap a l'interior d'aquest buit, que produirà un nou buit al desplaçar l'electró del costat, i d'aquesta manera, i per un efecte de translacions successives, un lloc pot desplaçar a través de la xarxa cristal·lina. Així doncs, es pot afirmar que els fotons absorbits pel semiconductor creen parells mòbils d'electrons-buits.
Un fotó només necessita tenir una energia més alta que la necessària per arribar als forats buits de la banda de conducció del silici, i així poder excitar un electró de la banda de valència original a aquesta banda.
L'espectre de freqüència solar és molt semblant a l'espectre del cos negre quan aquest s'escalfa a la temperatura de 6000K i, per tant, gran quantitat de la radiació que arriba a la Terra està composta per fotons amb energies més altes que la necessària per arribar als buits de la banda de conducció. Aquest excedent d'energia que mostren els fotons, i molt més gran de la necessària per a la promoció d'electrons a la banda de conducció, serà absorbida per la cel·la solar i es manifestarà en un apreciable calor (dispersat mitjançant vibracions de la xarxa, anomenats fonons) en lloc d'energia elèctrica utilitzable.

### Separació dels portadors de càrrega
Hi ha dues maneres fonamentals per a la separació de portadors de càrrega en un cel·la solar: 
1. Moviment dels portadors, impulsats per un camp electroestàtic establert a través del dispositiu.
2. Difusió dels portadors de càrrega de zones d'alta concentració de portadors a zones de baixa concentració de portadors (seguint un gradient de potencial elèctric).

En les cel·les d'unió pn, àmpliament usades en l'actualitat, la manera que predomina en la separació de portadors és per la presència d'un camp electroestàtic. No obstant això, en cel·les solars en què no hi ha unions pn (típiques de la tercera generació de cel·les solars experimentals, com cel·les de pel·lícula prima de polímers o de tinta sensibilitzada), el camp elèctric electroestàtic sembla estar absent. En aquest cas, la manera dominant de separació és mitjançant la via de la difusió dels portadors de càrrega.

### Generació de corrent en un placa convencional

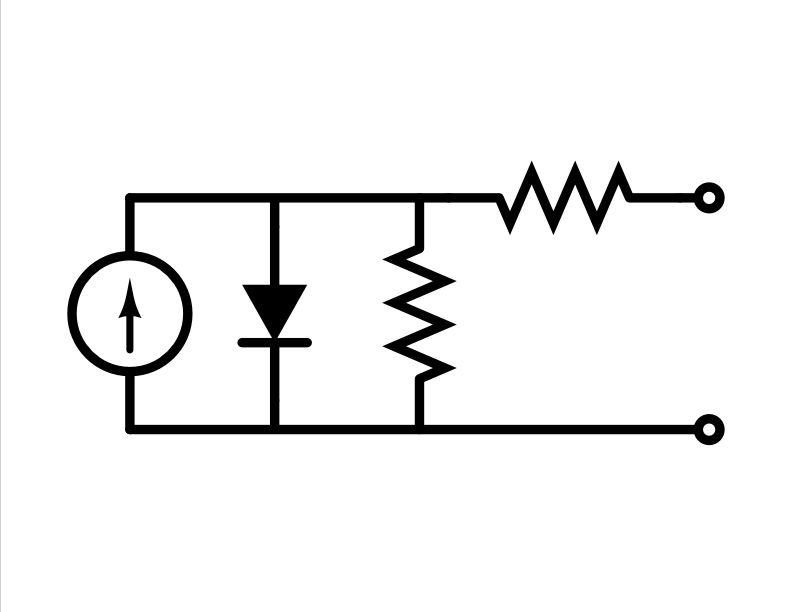
Esquema elèctric.

Els mòduls fotovoltaics funcionen, com s'ha deixat entreveure en l'anterior apartat, per l'efecte fotoelèctric. Cada cel·la fotovoltaica es compon de, almenys, dues primes làmines de silici. Una dopada amb elements amb menys electrons de valència que el silici, denominada P i una altra amb elements amb més electrons que els àtoms de silici, denominada N.
Aquells fotons procedents de la font lluminosa, que presenten energia adequada, incideixen sobre la superfície de la capa P, i en interactuar amb el material alliberen electrons dels àtoms de silici els quals, en moviment, travessen la capa de semiconductor, però no poden tornar. La capa N adquireix una diferència de potencial respecte a la P. Si es connecten uns conductors elèctrics a les dues capes i aquests, al seu torn, s'uneixen a un dispositiu o element elèctric consumidor d'energia que, usualment i de forma genèrica s'anomena càrrega, s'iniciarà un corrent elèctric continu.
Aquest tipus de panells produeixen electricitat en corrent continu i encara que la seva efectivitat depèn tant de la seva orientació cap al sol com de la seva inclinació respecte a l'horitzontal, se solen muntar instal·lacions de panells amb orientació i inclinació fixa, per estalvis en manteniment. Tant la inclinació com l'orientació, al sud, es fixa depenent de la latitud i tractant d'optimitzar al màxim usant les recomanacions de la norma ISO corresponent.

### La unió p-n
La cel·la solar més usual està fabricada en silici i configurada com un gran àrea d'unió pn. Una simplificació d'aquest tipus de plaques es pot considerar com una capa de silici de tipus n directament en contacte amb una capa de silici de tipus p. A la pràctica, les unions pn de les cel·les solars, no estan fetes de la manera anterior, més aviat, s'elaboren per difusió d'un tipus de dopant en una de les cares d'una oblia de tipus p, o viceversa.
Si la peça de silici de tipus p és situada en íntim contacte amb una peça de silici de tipus n, té lloc la difusió d'electrons de la regió amb altes concentracions d'electrons (la cara de tipus n de la unió) cap a la regió de baixes concentracions d'electrons (cara tipus p de la unió).
Quan els electrons es difonen a través de la unió pn, es recombinen amb els forats de la cara de tipus p. No obstant això, la difusió dels portadors no contínua indefinidament. Aquesta separació de càrregues, que la mateixa difusió crea, genera un camp elèctric provocat pel desequilibri de les càrregues parant, immediatament, el flux posterior de més càrregues a través de la unió.
El camp elèctric establert a través de la creació de la unió pn crea un díode que permet el flux de corrent en un sol sentit a través d'aquesta unió. Els electrons poden passar del costat de tipus n cap a l'interior del costat p, i els buits poden passar del costat de tipus p cap al costat de tipus n. Aquesta regió on els electrons s'han difós en la unió es diu regió d'esgotament perquè no conté res més que alguns portadors de càrrega mòbils. És també coneguda com la regió d'espai de càrregues.

## Materials
Quan s'utilitza una estructura de suport dels mòduls, convé emprar materials que presentin bones propietats mecàniques, a més d'una gran durabilitat, tenint en compte la llarga vida útil de les instal·lacions. Normalment, els elements de suport són d'alumini anoditzat (de poc pes i gran resistència), ferro galvanitzat (apropiat per a grans càrregues) i acer inoxidable (per a ambients molt corrosius; és el de més qualitat i preu més elevat). També hi ha la possibilitat de realitzar les estructures amb fusta, degudament tractada; amb unes operacions mínimes de manteniment, presentant unes condicions acceptables per a aquest ús. Les peces de fixació, com els cargols, haurien de ser sempre d'acer inoxidable. En determinats casos, amb la finalitat d'augmentar els rendiments del sistema de captació, es pot dotar de moviment l'estructura suport amb uns sistemes de seguiment solar. Funcionen mitjançant un motor normalment associat a un ordinador que, segons la data i hora del dia, ajusta l'orientació dels panells, ja sigui respecte d'un o dels dos eixos del pla que conté el panell. Aquests sistemes són, naturalment, més complexes i impliquen una major despesa i un manteniment més elevat.
Les plaques fotovoltaiques emprades en sistemes connectats a la xarxa no són diferents de les emprades per sistemes autònoms. Les que s'integren en els edificis són normalment mòduls estàndard. Un problema formal habitual és el fet que poden arribar a configurar estructures independents, superposades a l'edifici, afegides sense respondre a criteris estètics. En el millor dels casos, s'integren a les façanes o la teulada. Per aquest motiu, algunes empreses han desenvolupat elements fotovoltaics integrats als edificis que poden substituir alguns elements tradicionals de l'arquitectura.
Les plaques fotovoltaiques poden ser, doncs, tractades com un element constructiu i ser combinades amb altres materials en mòduls prefabricats de gran superfície (actualment es fabriquen fins a 14 m²). Són apropiades per a la formació de façanes, la millor orientació de les quals és la sud, tot i no ser important la influència d'una desviació d'entre 30° i 45° cap a l'est o l'oest en el còmput anual de captació d'energia. El fenomen de difracció de la llum permet obtenir panells fotovoltaics amb un índex de transparència superior a l'aparent, ja que l'ombra projectada per cada cel·la a l'interior de l'edifici és inferior a la superfície que ocupa. Això implica que el panell es percep sensiblement més opac des de l'exterior que des de l'interior. És possible, a més, obtenir una major transparència si, a dintre d'una mateixa placa, s'augmenta la distància entre les cel·les .

## Factors d'eficiència d'una cel·la solar

### Punt de màxima potència
Una placa o cel·la solar pot operar en un ampli rang de voltatges i intensitats de corrent. Això es pot aconseguir variant la resistència de la càrrega, en el circuit elèctric, d'una banda, i per l'altra variant la irradiació de la cel·la des del valor zero (valor de curtcircuit) a valors molt alts (circuit obert) i es pot determinar el punt de potència màxima teòrica, és a dir, el punt que maximitza V i temps davant I o, cosa que és el mateix, la càrrega per a la qual la cel·la pot lliurar la màxima potència elèctrica per a un determinat nivell de radiació.
El punt de potència màxima d'un dispositiu fotovoltaic varia amb la il·luminació incident. Per a sistemes molt grans es pot justificar un increment en el preu amb la inclusió de dispositius que mesuren la potència instantània per mesura contínua del voltatge i la intensitat de corrent (i d'aquí la potència transferida), i usar aquesta informació per ajustar, de manera dinàmica, i en temps real, la càrrega perquè es transfereixi, sempre, la màxima potència possible, malgrat les variacions de llum, que es produeixin durant el dia.

### Eficiència en la conversió d'energia
L'eficiència d'una cel·la solar ({\displaystyle \eta }, "eta"), és el percentatge de potència convertida en energia elèctrica de la llum solar total absorbida per un panell, quan una cel·la solar està connectada a un circuit elèctric. Aquest terme es calcula usant la relació del punt de potència màxima,  P  m  , dividit entre la llum que arriba a la cel irradiància ( I , en W/m²), sota condicions estàndard (STC) i l'àrea superficial de la cel·la solar ( A  c   en m²).
{\displaystyle \mathrm {H} ={\frac {P_{m}}{I\times A_{c}}}}

La STC especifica una temperatura de 25 °C i una irradiància de 1000 W/m² amb una massa d'aire espectral d'1,5 (AM 1,5). Això correspon a la irradiació i espectre de la llum solar incident en un dia clar sobre una superfície solar inclinada respecte al sol amb un angle de 41,81 º sobre l'horitzontal.
Aquesta condició representa, aproximadament, la posició del sol de migdia en els equinoccis de primavera i tardor en els estats continentals dels EUA amb una superfície orientada directament al sol. D'aquesta manera, sota aquestes condicions una cel·la solar típica de 100 cm  2 , i d'una eficiència del 12%, aproximadament, s'espera que pugui arribar a produir una potència d'1,2 watts.

### Factor d'ompliment
Un altre terme per definir l'eficàcia d'una cel·la solar és el factor d'ompliment o fill factor (FF), que es defineix com la relació entre el màxim punt de potència dividit entre el voltatge en circuit obert (Voc) i el corrent en curtcircuit Isc: 
{\displaystyle FF={\frac {P_{m}}{V_{oc}\times I_{sc}}}={\frac {\eta \times A_{c}\times I}{V_{oc}\times I_{sc}}}}

## Potència i costos
En un dia assolellat, el Sol irradia al voltant d'1 kW/m  2  a la superfície de la Terra. Atès que els panells fotovoltaics actuals tenen una eficiència típica entre el 12% -25%, això suposaria una producció aproximada d'entre 120-250 W/m² en funció de l'eficiència del panell fotovoltaic.
D'altra banda, estan produint grans avenços en la tecnologia fotovoltaica i ja existeixen panells experimentals amb rendiments superiors al 40%.
A latituds mitjanes i septentrionals, tenint en compte el cicle diürn i les condicions atmosfèriques, arriben a la superfície terrestre 100 W/m² de mitjana a l'hivern i 250 W/m² a l'estiu. Amb una eficiència de conversió de, aproximadament, 12%, es pot esperar obtenir 12 i 30 watts per metre quadrat de cel fotovoltaica a l'hivern i estiu, respectivament.
Amb els costos actuals d'energia elèctrica, 0,08 $/kWh (USD), un metre quadrat generarà fins $ 0,06/dia, i un km² generarà fins a 30 MW, o 50.000 $/(km². Dia). Per comparar, el Sàhara despoblat s'estén per 9 milions de km², amb menys núvols i un millor angle solar, podent generar fins a 50 MW/km², o 450 TW (terawatts) en total. El consum d'energia actual de la població terrestre està proper a 12-13 TW en qualsevol moment donat (incloent derivats del petroli, carbó, energia nuclear i hidroelèctrica).
El veritable problema amb els panells fotovoltaics és el cost de la inversió, com es pot veure en l'article sobre el guany net d'energia, requerint fins a més de 10 anys (d'una vida útil de 40 anys o més) per recuperar el cost inicial i generar guanys. El preu actual dels mòduls fotovoltaics, oscil·la entre els 3.5 i els 5.0 $/W (USD), de capacitat de producció, en funció de la quantitat que es compri i la procedència. Els més barats venen de la Xina i s'ha de ser molt prudent amb la qualitat i garanties d'aquests.
El preu de 8 $/W, encara que una mica barat, és el preu complet d'una instal·lació fixa: mòduls, estructures de suport, onduladors, proteccions, sistemes de mesura, costos del projecte, instal·lació i permisos administratius. Un preu normal està entre 8.6 i 9.0 $/W. Si la instal·lació és amb seguidors de sol de dos eixos, el cost pot rondar els 10,60 $/W, encara que la producció elèctrica obtinguda és de l'ordre d'un 30% superior que en una fixa.

### Fabricació de panells convencionals
Generalment s'elaboren amb silici, l'element que és el principal component de la silici, el material de la sorra.
Actualment, la producció mundial de cel·les fotovoltaiques es concentra al Japó (48%), Europa (27%) i els EUA (11%). El consum de silici el 2004 destinat a aplicacions fotovoltaiques va ascendir a 13.000 tones.
A Espanya les principals empreses d'instal·lació de panells fotovoltaics són T-Solar, Fotowatio, Renovalia i Solaria.

## Usos de les cel·les fotovoltaiques solars
Han seva aparició a la indústria aeroespacial, i s'han convertit en el mitjà més fiable de subministrar energia elèctrica a un satèl·lit o a una sonda en les òrbites interiors del sistema solar. Això és gràcies a la major irradiació solar sense l'impediment de l'atmosfera i al seu baix pes.
En terra, són la font solar més popular a instal·lacions petites o en edificis, davant del mètode de camps de miralls heliòstats emprats en les grans centrals solars.
Juntament amb una pila auxiliar, s'usa habitualment en certes aplicacions de poc consum com boies o aparells en territoris remots, o simplement quan la connexió a una central d'energia sigui impracticable. La seva utilització a gran escala es veu restringida pel seu alt cost, tant de compra com d'instal·lació. Fins ara, els panells fotovoltaics ocupen una petita porció de la producció mundial d'energia.
Experimentalment han estat usats per donar energia a automòbils, per exemple en el World solar challenge a través d'Austràlia. Molts iots i vehicles terrestres els fan servir per carregar les seves bateries lluny de la xarxa elèctrica. Programes d'incentiu a gran escala, oferint recompenses financeres com la possibilitat de vendre l'excés d'electricitat a la xarxa pública, han accelerat en gran manera l'avenç de les instal·lacions de cel fotovoltaiques solars a Espanya, Alemanya, Japó, Estats Units i altres països.
L'experiència en producció i instal·lació, els avenços tecnològics que augmenten l'eficiència de les cel solars, les economies d'escala en un mercat que creix un 40% anualment, unit a les pujades en els preus dels combustibles fòssils, fan que les es comenci a considerar la fotovoltaica per a producció elèctrica de base, en centrals connectades a xarxa.
Actualment molts governs del món (Alemanya, Japó, EUA, Espanya, Grècia, Itàlia, França, ...) estan subvencionant les instal·lacions amb un objectiu estratègic de diversificació i augment de les possibilitats tecnològiques preparades per crear electricitat de forma massiva. La gran majoria de les instal·lacions connectades a xarxa estan motivades per primes molt elevades a la producció, pagant al productor 5 o 6 vegades el cost de l'energia elèctrica generada per vies tradicionals, o mitjançant incentius fiscals, cosa que ha generat crítiques des de grups favorables a un mercat lliure de generació elèctrica.

### Llista d'aplicacions

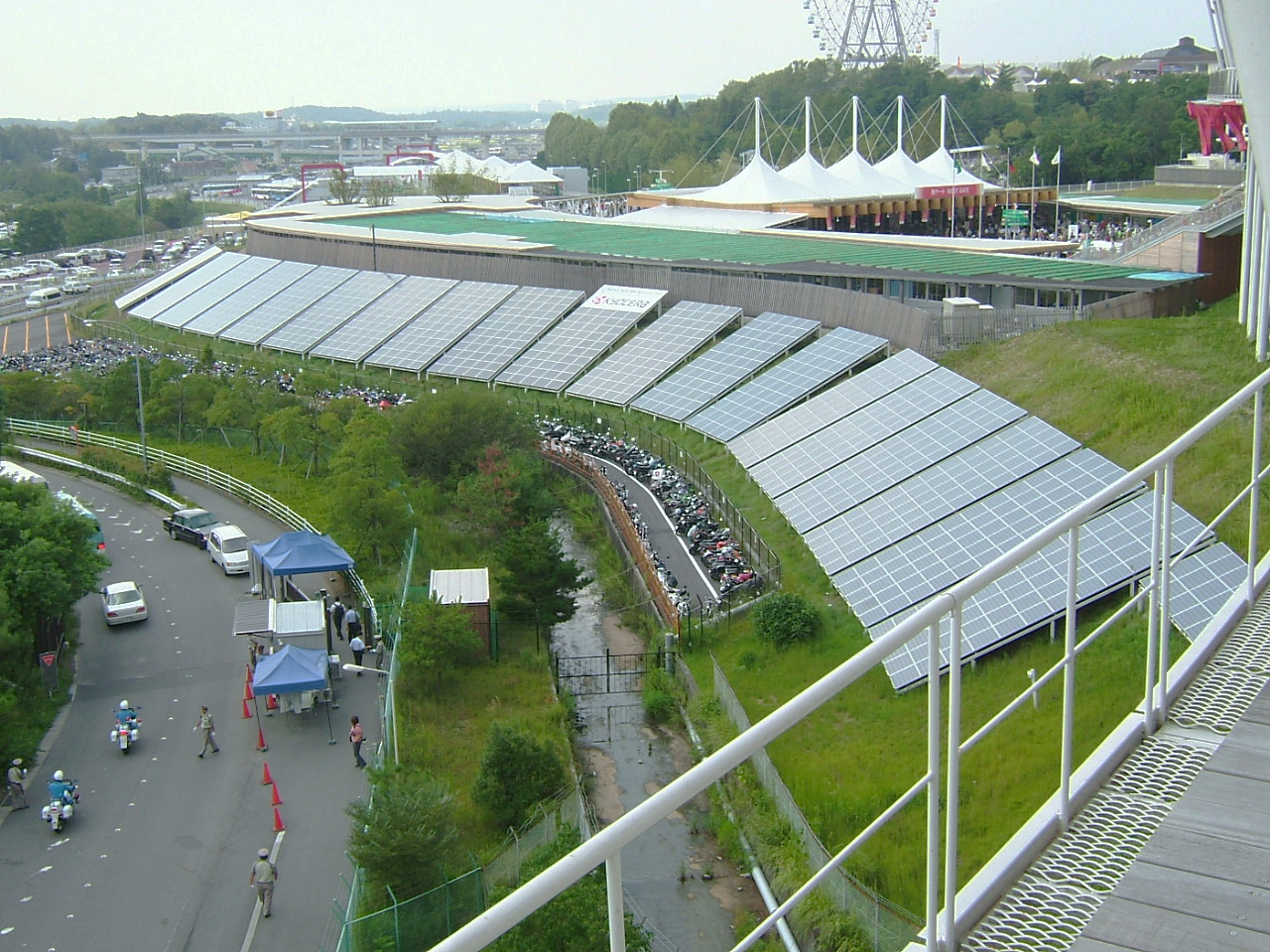
Panells solars formats amb mòduls fotovoltaics, Expo 2005 Aichi, Japó.

- Centrals connectades a xarxa amb subvenció a la producció.
- Estacions repetidores de microones de ràdio.
- Electrificació de pobles en àrees remotes (Electrificació rural).
- Instal·lacions mèdiques en àrees rurals.
- Corrent elèctric per a cases de camp.
- Sistemes de comunicacions d'emergència.
- Sistemes de vigilància de dades ambientals i de qualitat de l'aigua.
- Fars, boies i balises de navegació marítima.
- Bombament per a sistemes de reg, aigua potable en àrees rurals i abeuradors per al bestiar.
- Balisament per a protecció aeronàutica.
- Sistemes de protecció catòdica.
- Sistemes de dessalinització.
- Vehicles d'esbarjo.
- Senyalització ferroviària.
- Sistemes per carregar els acumuladors de vaixells.
- Font d'energia per a naus espacials.
- Pals SOS (Telèfons d'emergència de carretera).
- Parquímetres.
- Recàrrega de Scooters Elèctrics

### Panell d'alta concentració
Fruit d'un conveni de col·laboració signat per la Universitat Politècnica de Madrid (UPM), a través del seu Institut d'Energia Solar, l'empresa Guascor Fotón i l'Institut per a la Diversificació i Estalvi de l'Energia, organisme del Ministeri d'Indústria, Turisme i Comerç espanyol, s'ha realitzat la primera instal·lació solar d'alta concentració de silici en explotació comercial d'Europa.
Es tracta d'una instal·lació solar fotovoltaica que, davant d'una convencional, utilitza una extraordinària reducció de silici i converteix la llum solar en energia elèctrica amb molt alta eficiència. Aquesta tecnologia sorgeix com a forma d'aprofitar al màxim el potencial del recurs solar i evitar per altra banda la dependència del silici, cada vegada més escàs i amb un preu cada vegada més gran a causa de l'augment de la demanda per part de la indústria solar.
Des dels anys 70 s'han fet investigacions sobre la tecnologia de concentració fotovoltaica de manera que ha millorat la seva eficiència fins a aconseguir superar la fotovoltaica tradicional. No va ser fins als anys 2006-2007 que les tecnologies de concentració van passar d'estar reduïdes a l'àmbit de la recerca i començar a aconseguir els primers desenvolupaments comercials. El 2008 el ISFOC (Institut de Sistemes Solars Fotovoltaics de Concentració) va posar en marxa a Espanya una de les majors d'aquest tipus a nivell mundial, connectant a la xarxa 3MW de potència. En aquest projecte van participar diverses empreses que utilitzaven diverses tecnologies de concentració fotovoltaica (CPV).
Algunes d'aquestes tecnologies utilitzen lents per augmentar la potència del sol que arriba a la cel·la. Altres concentren amb un sistema de miralls l'energia del sol en cel·les d'alta eficiència per obtenir un rendiment màxim d'energia. Algunes empreses com SolFocus ja han començat a comercialitzar la tecnologia CPV a gran escala i estan desenvolupant projectes a Europa i EUA que superen els 10 MW el 2009.
La tecnologia de concentració fotovoltaica es dibuixa com una de les opcions més eficients en producció energètica a menor cost per a zones d'alta radiació solar com són els països mediterranis, les zones del sud dels EUA, Mèxic, Austràlia...

## Producció d'electricitat
Les plaques fotovoltaiques produeixen electricitat en forma de corrent continu i solen tenir entre 20 i 40 cel·les, tot i que són usuals els mòduls de 36 cel·les per tal d'assolir els volts necessaris per a la càrrega de les bateries (12 V). Les plaques es poden unir entre si en paral·lel (amb unió d'una banda dels pols positius i, d'una altra, dels negatius) o bé en sèrie (pol positiu de la primera amb negatiu de la segona i successivament). La unió en paral·lel proporciona una tensió igual a la del mòdul (12-18 V), mentre que la unió en sèrie dona una tensió igual a la suma de la de cada mòdul (per exemple 12 V, 24 V, 36 V, etc.), depenent del nombre de plaques interconnectades.